# Yeti-Airlines-Flug 691
Yeti-Airlines-Flug 691 (Flugnummer IATA: YT691, ICAO: NYT691, Funkrufzeichen: YETI AIRLINES 691) wurde mit einer ATR 72-500 mit dem Luftfahrzeugkennzeichen 9N-ANC durchgeführt. Das Flugzeug stürzte am 15. Januar 2023 im Endanflug auf den zwei Wochen zuvor eröffneten Internationalen Flughafen der zweitgrößten nepalesischen Stadt Pokhara ab. Der Flug war vom Flughafen Kathmandu gestartet. Bei dem Unfall kamen alle 72 Insassen ums Leben. Da die Maschine in eine Schlucht gestürzt war und sich die Bergung der Leichen schwierig gestaltete, konnte zum Verbleib von drei Vermissten zunächst keine Aussage getroffen werden. Der Unfall ist damit der schwerste einer ATR 72, der schwerste der Yeti Airlines und der schwerste in Nepal seit 1992, als auf dem Thai-Airways-Flug 311 und dem Pakistan-International-Airlines-Flug 268 zwei Großraumflugzeuge verunglückten.

## Maschine
Das betroffene Flugzeug war eine ATR 72-500, ein Typ des von Aeritalia und Aérospatiale gegründeten italienisch-französischen Konsortiums Avions de Transport Régional (ATR) zum Bau von Regionalflugzeugen. Die Maschine war zum Zeitpunkt des Unfalls 15,5 Jahre alt. Sie trug die Werknummer 734, war am Produktionsstandort von ATR in Toulouse endmontiert worden und absolvierte am 1. August 2007 ihren Erstflug mit dem Testkennzeichen F-WWEO. Die Maschine wurde am 16. August desselben Jahres an die indische Kingfisher Airlines ausgeliefert, die diese mit dem Luftfahrzeugkennzeichen VT-KAJ zuließ und sie von der südafrikanischen Investec geleast hatte. Am 21. September 2012 wurde die Maschine an die Leasinggeberin retourniert und erhielt in diesem Zusammenhang das Kennzeichen M-IBAA. Ab dem 8. März 2013 war die Maschine an die thailändische Nok Air verleast, trug das Luftfahrzeugkennzeichen HS-DRD und den Taufnamen Nok Sailom / นกสายลม. Ab dem 26. April 2019 war die Maschine an die Yeti Airlines verleast und trug das Kennzeichen 9N-ANC. Das zweimotorige Regionalflugzeug war mit zwei Turboproptriebwerken des Typs Pratt & Whitney Canada PW127F ausgestattet.

## Passagiere und Besatzung
Den Flug von Kathmandu nach Pokhara hatten 68 Passagiere angetreten, darunter kamen 53 aus Nepal, 5 aus Indien, 4 aus Russland, 2 aus Südkorea und je 1 Person aus Frankreich, Argentinien, Australien und Irland. Die vierköpfige Besatzung bestand aus einem Flugkapitän, einer Ersten Offizierin und zwei Flugbegleiterinnen. Flugkapitän und Prüfkapitän war Kamal K. C. Die 44-jährige Erste Offizierin Anju Khatiwada stand kurz vor ihrer Beförderung zur Flugkapitänin, ihr Ehemann war ebenfalls als Pilot bei Yeti Air angestellt gewesen und am 21. Juni 2006 beim Unfall einer De Havilland Canada DHC-6-300 Twin Otter ums Leben gekommen.

## Unfallhergang

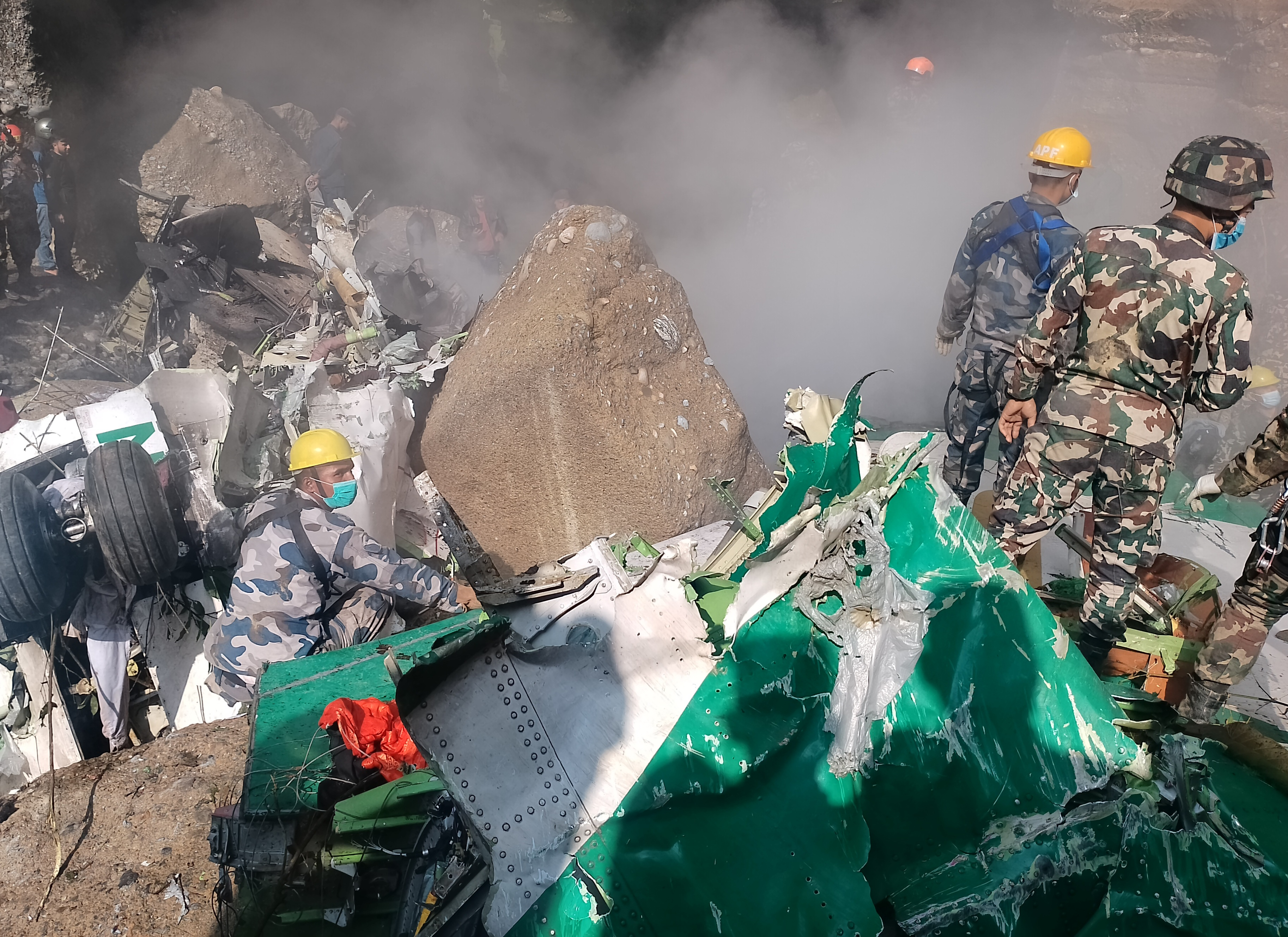
Rettungskräfte zwischen den Trümmerteilen des Flugzeugs

Die ATR 72 hob um 10:33 Uhr in Kathmandu zum Flug nach Pokhara ab. Zum Unfallzeitpunkt herrschte gutes Wetter mit Sichtweiten von sechs bis acht Kilometern. Die Maschine sollte zunächst auf der Landebahn in der Betriebsrichtung 30 landen, den Flughafen also von Osten her anfliegen. Später erbaten die Piloten jedoch eine Landung in der entgegengesetzten Betriebsrichtung 12. Für eine Landung aus dieser Richtung bestand für den erst zum 1. Januar 2023 eröffneten Flughafen weder eine Unterstützung durch ein Instrumentenlandesystem noch die Veröffentlichung eines offiziellen Anflugverfahrens, sodass aus dieser Richtung nur nach Sichtflugregeln gelandet werden konnte.
Videoaufnahmen zeigen das Flugzeug unmittelbar vor dem Absturz gegen 11 Uhr. Dabei fliegt die Maschine in geringer Höhe mit hohem Anstellwinkel über besiedeltes Gebiet und rollt dann plötzlich stark nach links. Unmittelbar darauf stürzte die Maschine im Stadtgebiet von Pokhara, wenige Meter entfernt von einer Wohnsiedlung, in eine Schlucht am Ufer der Seti ab und geriet in Brand.
Am 16. Januar wurden der Flugdatenschreiber und der Cockpit-Stimmenrekorder in gutem Zustand gefunden. Eine erste Auswertung des Flugdatenschreibers ergab, dass sich beide Propeller der Maschine zum Zeitpunkt des Absturzes in Segelstellung befanden. Gemäß des vorläufigen Untersuchungsberichts hatte die Erste Offizierin zuvor erbeten, dass die Landeklappen auf die 30-Grad-Position gestellt werden sollen. Diese Bitte hatte der Flugkapitän zwar anschließend bestätigt, jedoch kam es laut Flugdatenrekorder zu keiner Bewegung der Landeklappen. Dies lässt auf eine Verwechslung von zwei nebeneinander liegenden Hebeln sowie stressbedingtem Fehlverhalten schließen. Der Abschlussbericht bestätigt in weiten Teilen den vorläufigen Untersuchungsbericht.
Im Internet wurde mehrmals ein Video veröffentlicht, das das Geschehen an Bord der Unfallmaschine während der letzten zwei Minuten vor dem Unfall zeigen soll – dies ist offenbar möglich geworden, weil der filmende Passagier den Anflug auf seinem Facebook-Account live zu streamen begonnen hatte. Am Ende der Sequenz ist zu sehen, dass die Maschine – scheinbar völlig unvermittelt und binnen ein bis zwei Sekunden – abstürzt und in Flammen aufgeht.

## Flugunfälle in Nepal
Zur Unfallursache war kurz nach dem Unfall noch nichts bekannt. In Nepal ereigneten sich in der Vergangenheit wiederholt schwere Flugunfälle. Beispiele finden sich unter Flugunfälle in Nepal.
Zum Teil wurde diese Unfallbilanz auf die anspruchsvolle Topografie des Landes zurückgeführt, wo Flughäfen häufig in engen Tälern zwischen hohen Bergen liegen. Es kann zu plötzlichen Wetteränderungen kommen. Auch eine mangelnde Flugüberwachung und überalterte bzw. unzureichend gewartete Flugzeuge wurden mit verantwortlich gemacht. Sämtliche nepalesischen Fluggesellschaften stehen auf der EU-Flugsicherheitsliste, d. h. ihnen ist die Benutzung des Luftraums der Europäischen Union aus Sicherheitsgründen untersagt.